# Comuna Bruskînske, Velîka Oleksandrivka
Bruskînske (în ucraineană Брускинське) este o comună în raionul Velîka Oleksandrivka, regiunea Herson, Ucraina, formată din satele Bezvodne, Bruskînske (reședința), Ișcenka și Kostromka.

## Demografie
Componența lingvistică a comunei Bruskînske
     Ucraineană (95,31%)
     Rusă (3,35%)
     Alte limbi (1,25%)
Conform recensământului din 2001, majoritatea populației comunei Bruskînske era vorbitoare de ucraineană (95,31%), existând în minoritate și vorbitori de rusă (3,35%).